# Enispades nigropunctata
Enispades nigropunctata là một loài bướm đêm trong họ Noctuidae.